# Плазмон (биология)
Плазмон — устаревший термин, означающий совокупность генов, расположенных вне ядра, то есть геномы митохондрий (совокупность генов митохондрий также называют хондриомом) и пластидов (хлоропластов). В современной клеточной биологии вместо устаревшего термина плазмон в настоящее время принято употреблять понятие «цитоплазматические гены», то есть противопоставлять их ядерному геному. Тем не менее термин плазмон употребляется и в относительно современной литературе.
Впервые ген, входящий в состав внеядерного генома, был описан Корренсом в 1908 году.